# Адли
Аль-Адли ар-Руми (араб. العدلي الرومي‎; IX век) — один из первых известных игроков в шатрандж. Предположительно, уроженец Византии. Прославился игрой при дворе халифов аль-Васика (842—847) и аль-Мутаваккиля (847—861). Автор трактата о шатрандже (считается утерянным), который использовался в последующих рукописях другими авторами. Известен как составитель ряда мансуб.
Его отождествляют с врачом и шахматистом Али ат-Табари.
|   | a | b | c | d | e | f | g | h |   |
| - | --- | --- | --- | --- | --- | --- | --- | --- | - |
| 8 | g8 чёрный король · f7 белая ладья · h6 белая ладья · e5 белый конь · g5 белый ферзь · b3 чёрный ферзь · c3 чёрный конь · a2 чёрная ладья · d2 чёрная ладья · c1 белый король | g8 чёрный король · f7 белая ладья · h6 белая ладья · e5 белый конь · g5 белый ферзь · b3 чёрный ферзь · c3 чёрный конь · a2 чёрная ладья · d2 чёрная ладья · c1 белый король | g8 чёрный король · f7 белая ладья · h6 белая ладья · e5 белый конь · g5 белый ферзь · b3 чёрный ферзь · c3 чёрный конь · a2 чёрная ладья · d2 чёрная ладья · c1 белый король | g8 чёрный король · f7 белая ладья · h6 белая ладья · e5 белый конь · g5 белый ферзь · b3 чёрный ферзь · c3 чёрный конь · a2 чёрная ладья · d2 чёрная ладья · c1 белый король | g8 чёрный король · f7 белая ладья · h6 белая ладья · e5 белый конь · g5 белый ферзь · b3 чёрный ферзь · c3 чёрный конь · a2 чёрная ладья · d2 чёрная ладья · c1 белый король | g8 чёрный король · f7 белая ладья · h6 белая ладья · e5 белый конь · g5 белый ферзь · b3 чёрный ферзь · c3 чёрный конь · a2 чёрная ладья · d2 чёрная ладья · c1 белый король | g8 чёрный король · f7 белая ладья · h6 белая ладья · e5 белый конь · g5 белый ферзь · b3 чёрный ферзь · c3 чёрный конь · a2 чёрная ладья · d2 чёрная ладья · c1 белый король | g8 чёрный король · f7 белая ладья · h6 белая ладья · e5 белый конь · g5 белый ферзь · b3 чёрный ферзь · c3 чёрный конь · a2 чёрная ладья · d2 чёрная ладья · c1 белый король | 8 |
| 7 | g8 чёрный король · f7 белая ладья · h6 белая ладья · e5 белый конь · g5 белый ферзь · b3 чёрный ферзь · c3 чёрный конь · a2 чёрная ладья · d2 чёрная ладья · c1 белый король | g8 чёрный король · f7 белая ладья · h6 белая ладья · e5 белый конь · g5 белый ферзь · b3 чёрный ферзь · c3 чёрный конь · a2 чёрная ладья · d2 чёрная ладья · c1 белый король | g8 чёрный король · f7 белая ладья · h6 белая ладья · e5 белый конь · g5 белый ферзь · b3 чёрный ферзь · c3 чёрный конь · a2 чёрная ладья · d2 чёрная ладья · c1 белый король | g8 чёрный король · f7 белая ладья · h6 белая ладья · e5 белый конь · g5 белый ферзь · b3 чёрный ферзь · c3 чёрный конь · a2 чёрная ладья · d2 чёрная ладья · c1 белый король | g8 чёрный король · f7 белая ладья · h6 белая ладья · e5 белый конь · g5 белый ферзь · b3 чёрный ферзь · c3 чёрный конь · a2 чёрная ладья · d2 чёрная ладья · c1 белый король | g8 чёрный король · f7 белая ладья · h6 белая ладья · e5 белый конь · g5 белый ферзь · b3 чёрный ферзь · c3 чёрный конь · a2 чёрная ладья · d2 чёрная ладья · c1 белый король | g8 чёрный король · f7 белая ладья · h6 белая ладья · e5 белый конь · g5 белый ферзь · b3 чёрный ферзь · c3 чёрный конь · a2 чёрная ладья · d2 чёрная ладья · c1 белый король | g8 чёрный король · f7 белая ладья · h6 белая ладья · e5 белый конь · g5 белый ферзь · b3 чёрный ферзь · c3 чёрный конь · a2 чёрная ладья · d2 чёрная ладья · c1 белый король | 7 |
| 6 | g8 чёрный король · f7 белая ладья · h6 белая ладья · e5 белый конь · g5 белый ферзь · b3 чёрный ферзь · c3 чёрный конь · a2 чёрная ладья · d2 чёрная ладья · c1 белый король | g8 чёрный король · f7 белая ладья · h6 белая ладья · e5 белый конь · g5 белый ферзь · b3 чёрный ферзь · c3 чёрный конь · a2 чёрная ладья · d2 чёрная ладья · c1 белый король | g8 чёрный король · f7 белая ладья · h6 белая ладья · e5 белый конь · g5 белый ферзь · b3 чёрный ферзь · c3 чёрный конь · a2 чёрная ладья · d2 чёрная ладья · c1 белый король | g8 чёрный король · f7 белая ладья · h6 белая ладья · e5 белый конь · g5 белый ферзь · b3 чёрный ферзь · c3 чёрный конь · a2 чёрная ладья · d2 чёрная ладья · c1 белый король | g8 чёрный король · f7 белая ладья · h6 белая ладья · e5 белый конь · g5 белый ферзь · b3 чёрный ферзь · c3 чёрный конь · a2 чёрная ладья · d2 чёрная ладья · c1 белый король | g8 чёрный король · f7 белая ладья · h6 белая ладья · e5 белый конь · g5 белый ферзь · b3 чёрный ферзь · c3 чёрный конь · a2 чёрная ладья · d2 чёрная ладья · c1 белый король | g8 чёрный король · f7 белая ладья · h6 белая ладья · e5 белый конь · g5 белый ферзь · b3 чёрный ферзь · c3 чёрный конь · a2 чёрная ладья · d2 чёрная ладья · c1 белый король | g8 чёрный король · f7 белая ладья · h6 белая ладья · e5 белый конь · g5 белый ферзь · b3 чёрный ферзь · c3 чёрный конь · a2 чёрная ладья · d2 чёрная ладья · c1 белый король | 6 |
| 5 | g8 чёрный король · f7 белая ладья · h6 белая ладья · e5 белый конь · g5 белый ферзь · b3 чёрный ферзь · c3 чёрный конь · a2 чёрная ладья · d2 чёрная ладья · c1 белый король | g8 чёрный король · f7 белая ладья · h6 белая ладья · e5 белый конь · g5 белый ферзь · b3 чёрный ферзь · c3 чёрный конь · a2 чёрная ладья · d2 чёрная ладья · c1 белый король | g8 чёрный король · f7 белая ладья · h6 белая ладья · e5 белый конь · g5 белый ферзь · b3 чёрный ферзь · c3 чёрный конь · a2 чёрная ладья · d2 чёрная ладья · c1 белый король | g8 чёрный король · f7 белая ладья · h6 белая ладья · e5 белый конь · g5 белый ферзь · b3 чёрный ферзь · c3 чёрный конь · a2 чёрная ладья · d2 чёрная ладья · c1 белый король | g8 чёрный король · f7 белая ладья · h6 белая ладья · e5 белый конь · g5 белый ферзь · b3 чёрный ферзь · c3 чёрный конь · a2 чёрная ладья · d2 чёрная ладья · c1 белый король | g8 чёрный король · f7 белая ладья · h6 белая ладья · e5 белый конь · g5 белый ферзь · b3 чёрный ферзь · c3 чёрный конь · a2 чёрная ладья · d2 чёрная ладья · c1 белый король | g8 чёрный король · f7 белая ладья · h6 белая ладья · e5 белый конь · g5 белый ферзь · b3 чёрный ферзь · c3 чёрный конь · a2 чёрная ладья · d2 чёрная ладья · c1 белый король | g8 чёрный король · f7 белая ладья · h6 белая ладья · e5 белый конь · g5 белый ферзь · b3 чёрный ферзь · c3 чёрный конь · a2 чёрная ладья · d2 чёрная ладья · c1 белый король | 5 |
| 4 | g8 чёрный король · f7 белая ладья · h6 белая ладья · e5 белый конь · g5 белый ферзь · b3 чёрный ферзь · c3 чёрный конь · a2 чёрная ладья · d2 чёрная ладья · c1 белый король | g8 чёрный король · f7 белая ладья · h6 белая ладья · e5 белый конь · g5 белый ферзь · b3 чёрный ферзь · c3 чёрный конь · a2 чёрная ладья · d2 чёрная ладья · c1 белый король | g8 чёрный король · f7 белая ладья · h6 белая ладья · e5 белый конь · g5 белый ферзь · b3 чёрный ферзь · c3 чёрный конь · a2 чёрная ладья · d2 чёрная ладья · c1 белый король | g8 чёрный король · f7 белая ладья · h6 белая ладья · e5 белый конь · g5 белый ферзь · b3 чёрный ферзь · c3 чёрный конь · a2 чёрная ладья · d2 чёрная ладья · c1 белый король | g8 чёрный король · f7 белая ладья · h6 белая ладья · e5 белый конь · g5 белый ферзь · b3 чёрный ферзь · c3 чёрный конь · a2 чёрная ладья · d2 чёрная ладья · c1 белый король | g8 чёрный король · f7 белая ладья · h6 белая ладья · e5 белый конь · g5 белый ферзь · b3 чёрный ферзь · c3 чёрный конь · a2 чёрная ладья · d2 чёрная ладья · c1 белый король | g8 чёрный король · f7 белая ладья · h6 белая ладья · e5 белый конь · g5 белый ферзь · b3 чёрный ферзь · c3 чёрный конь · a2 чёрная ладья · d2 чёрная ладья · c1 белый король | g8 чёрный король · f7 белая ладья · h6 белая ладья · e5 белый конь · g5 белый ферзь · b3 чёрный ферзь · c3 чёрный конь · a2 чёрная ладья · d2 чёрная ладья · c1 белый король | 4 |
| 3 | g8 чёрный король · f7 белая ладья · h6 белая ладья · e5 белый конь · g5 белый ферзь · b3 чёрный ферзь · c3 чёрный конь · a2 чёрная ладья · d2 чёрная ладья · c1 белый король | g8 чёрный король · f7 белая ладья · h6 белая ладья · e5 белый конь · g5 белый ферзь · b3 чёрный ферзь · c3 чёрный конь · a2 чёрная ладья · d2 чёрная ладья · c1 белый король | g8 чёрный король · f7 белая ладья · h6 белая ладья · e5 белый конь · g5 белый ферзь · b3 чёрный ферзь · c3 чёрный конь · a2 чёрная ладья · d2 чёрная ладья · c1 белый король | g8 чёрный король · f7 белая ладья · h6 белая ладья · e5 белый конь · g5 белый ферзь · b3 чёрный ферзь · c3 чёрный конь · a2 чёрная ладья · d2 чёрная ладья · c1 белый король | g8 чёрный король · f7 белая ладья · h6 белая ладья · e5 белый конь · g5 белый ферзь · b3 чёрный ферзь · c3 чёрный конь · a2 чёрная ладья · d2 чёрная ладья · c1 белый король | g8 чёрный король · f7 белая ладья · h6 белая ладья · e5 белый конь · g5 белый ферзь · b3 чёрный ферзь · c3 чёрный конь · a2 чёрная ладья · d2 чёрная ладья · c1 белый король | g8 чёрный король · f7 белая ладья · h6 белая ладья · e5 белый конь · g5 белый ферзь · b3 чёрный ферзь · c3 чёрный конь · a2 чёрная ладья · d2 чёрная ладья · c1 белый король | g8 чёрный король · f7 белая ладья · h6 белая ладья · e5 белый конь · g5 белый ферзь · b3 чёрный ферзь · c3 чёрный конь · a2 чёрная ладья · d2 чёрная ладья · c1 белый король | 3 |
| 2 | g8 чёрный король · f7 белая ладья · h6 белая ладья · e5 белый конь · g5 белый ферзь · b3 чёрный ферзь · c3 чёрный конь · a2 чёрная ладья · d2 чёрная ладья · c1 белый король | g8 чёрный король · f7 белая ладья · h6 белая ладья · e5 белый конь · g5 белый ферзь · b3 чёрный ферзь · c3 чёрный конь · a2 чёрная ладья · d2 чёрная ладья · c1 белый король | g8 чёрный король · f7 белая ладья · h6 белая ладья · e5 белый конь · g5 белый ферзь · b3 чёрный ферзь · c3 чёрный конь · a2 чёрная ладья · d2 чёрная ладья · c1 белый король | g8 чёрный король · f7 белая ладья · h6 белая ладья · e5 белый конь · g5 белый ферзь · b3 чёрный ферзь · c3 чёрный конь · a2 чёрная ладья · d2 чёрная ладья · c1 белый король | g8 чёрный король · f7 белая ладья · h6 белая ладья · e5 белый конь · g5 белый ферзь · b3 чёрный ферзь · c3 чёрный конь · a2 чёрная ладья · d2 чёрная ладья · c1 белый король | g8 чёрный король · f7 белая ладья · h6 белая ладья · e5 белый конь · g5 белый ферзь · b3 чёрный ферзь · c3 чёрный конь · a2 чёрная ладья · d2 чёрная ладья · c1 белый король | g8 чёрный король · f7 белая ладья · h6 белая ладья · e5 белый конь · g5 белый ферзь · b3 чёрный ферзь · c3 чёрный конь · a2 чёрная ладья · d2 чёрная ладья · c1 белый король | g8 чёрный король · f7 белая ладья · h6 белая ладья · e5 белый конь · g5 белый ферзь · b3 чёрный ферзь · c3 чёрный конь · a2 чёрная ладья · d2 чёрная ладья · c1 белый король | 2 |
| 1 | g8 чёрный король · f7 белая ладья · h6 белая ладья · e5 белый конь · g5 белый ферзь · b3 чёрный ферзь · c3 чёрный конь · a2 чёрная ладья · d2 чёрная ладья · c1 белый король | g8 чёрный король · f7 белая ладья · h6 белая ладья · e5 белый конь · g5 белый ферзь · b3 чёрный ферзь · c3 чёрный конь · a2 чёрная ладья · d2 чёрная ладья · c1 белый король | g8 чёрный король · f7 белая ладья · h6 белая ладья · e5 белый конь · g5 белый ферзь · b3 чёрный ферзь · c3 чёрный конь · a2 чёрная ладья · d2 чёрная ладья · c1 белый король | g8 чёрный король · f7 белая ладья · h6 белая ладья · e5 белый конь · g5 белый ферзь · b3 чёрный ферзь · c3 чёрный конь · a2 чёрная ладья · d2 чёрная ладья · c1 белый король | g8 чёрный король · f7 белая ладья · h6 белая ладья · e5 белый конь · g5 белый ферзь · b3 чёрный ферзь · c3 чёрный конь · a2 чёрная ладья · d2 чёрная ладья · c1 белый король | g8 чёрный король · f7 белая ладья · h6 белая ладья · e5 белый конь · g5 белый ферзь · b3 чёрный ферзь · c3 чёрный конь · a2 чёрная ладья · d2 чёрная ладья · c1 белый король | g8 чёрный король · f7 белая ладья · h6 белая ладья · e5 белый конь · g5 белый ферзь · b3 чёрный ферзь · c3 чёрный конь · a2 чёрная ладья · d2 чёрная ладья · c1 белый король | g8 чёрный король · f7 белая ладья · h6 белая ладья · e5 белый конь · g5 белый ферзь · b3 чёрный ферзь · c3 чёрный конь · a2 чёрная ладья · d2 чёрная ладья · c1 белый король | 1 |
|   | a | b | c | d | e | f | g | h |   |

Белые объявляют мат в 5 ходов: 1. Лg6+ Kph8 2. Лf8+ Kph7 3. Лh6+ Kpg7 4. Фf6+ (фигура Ферс в шатрандже ходила на одно поле по диагонали) 4… Кр: f8 5.Лh8× или 4… Кр: h6 5. Лh8×.